# Партеније Ђурић
Партеније Ђурић (XVIII век) био је српски јеромонах и иконописац из Плавна.

## Дело
Плавански капелан Партеније Ђурић је 8. марта 1773. године потписао уговор са млетачким провидатором којим је манастиру Драговићу додељено право на парохију. Партеније Ђурић био је јеромонах манастира Драговића. Био је парох у Плавну 1786. када је присуствовао сабору одржаном у Книнском Пољу код Цркве Св. Георгија. У Плавну је саградио кућу, а 1796. заједно са Никодимом Ђурићем и млинове у Радљевцу, који су, како наводи Герасим Петрановић, наређењем тадашњих настојатеља одузети.
Ђурићу се као ауторско дело може приписати само икона Светог Спиридона.